# 2848 ASP
2848 ASP è un asteroide della fascia principale. Scoperto nel 1959, presenta un'orbita caratterizzata da un semiasse maggiore pari a 3,1933809 UA e da un'eccentricità di 0,2000894, inclinata di 0,91942° rispetto all'eclittica.